# 2011 par pays en Afrique
Les évènements de l'année 2011 en Afrique. 

## Continent africain

### Premier trimestre
- Samedi 22 janvier 2011 :
  - des pluies diluviennes se sont abattues pendant 15 jours sur plusieurs pays d'Afrique australe, dont l'Afrique du Sud, le Mozambique, le Botswana, la Namibie, la Zambie et le Zimbabwe;

- Dimanche 30 janvier 2011 :
  - ouverture à Addis-Abeba du 16e sommet de l'Union africaine, sur deux jours, consacré à relancer les efforts de résolution de la crise ivoirienne tout en célébrant l'avènement attendu d'un nouvel État, le Soudan du Sud;
  - le sommet a accueilli le président français Nicolas Sarkozy venu présenter et détailler, devant ses pairs, son calendrier de travail pour les G8 et G20, en insistant sur la réforme de la gouvernance mondiale, l'aide au développement et la transparence des marchés des matières premières, notamment agricoles[1].

### Deuxième trimestre
- Mardi 19 avril 2011 : l'ONG américaine Family Health International annonce, à cause de « résultats préliminaires décevants », la fin de l'essai clinique d'un nouveau anti-rétroviral  pour la prévention du VIH des femmes hétérosexuelles[2].

- Vendredi 29 avril 2011 : les chefs des armées de quatre pays du Sahel — Mali, Niger, Algérie et Mauritanie — se sont réunis à Bamako pour se pencher sur « la nécessité de lutter contre l'insécurité dans la bande sahélo-saharienne avec une coordination des efforts entre les pays » due à la recrudescence des activités d'Al-Qaïda au Maghreb islamique et la découverte d'une de ses bases dans l'ouest du Mali près de la frontière avec la Mauritanie. Les chefs d'état-major des quatre pays s'étaient déjà réunis en septembre 2010 à Tamanrasset (sud de l'Algérie). Aqmi se livre à des enlèvements de ressortissants occidentaux et à divers trafics[3].

### Troisième trimestre
- 9 juillet : indépendance du Soudan du Sud.

## Algérie
- 3 janvier 2011 : début des protestations populaires en Algérie.
- 9 janvier 2011 : le gouvernement baisse temporairement les prix de l'huile alimentaire et du sucre pour calmer les tensions.
- 15 janvier 2011 : début d'une série d'immolations par le feu.
- 2 février 2011 : vingt et un députés déposent un projet de loi pour lever l'état d'urgence, en vigueur depuis 19 ans.
- 12 février 2011 : la grande manifestation organisée par la CNCD est réprimée par les forces de l'ordre.
- 22 février 2011 : le Conseil des ministres algérien annonce une série de mesures en faveur de l'économie, de l'emploi et du logement.
- 24 février 2011 : l'état d'urgence en vigueur depuis 19 ans est levé.

## Angola
- Mardi 22 février 2011 : le Mouvement populaire de libération de l'Angola (MPLA, au pouvoir) promet de prendre « des mesures sérieuses » contre la rue en cas de manifestations à la suite des appels anonymes circulant sur Internet à manifester contre le régime angolais le 7 mars prochain[4].

- Lundi 7 mars 2011 : le rassemblement prévu contre le régime du président José Eduardo Dos Santos, au pouvoir depuis 1979 n'a pas eu lieu et a été reporté par les organisateurs depuis Londres. Trois journalistes et le rappeur Brigadeiro Mata Frakus ont été arrêtés[5].

## Cameroun
- Jeudi 10 février 2011 : selon la Commission nationale anticorruption, environ 2,8 milliards d'euros de recettes publiques ont été détournées entre 1998 et 2004 au Cameroun. Le Cameroun est perçu comme un des pays les plus corrompus au monde, selon l'ONG Transparency international.La Stratégie nationale de lutte contre la corruption  a ciblé 10 secteurs où des actions de lutte contre de la corruption doivent être menées prioritairement, notamment le budget d'investissement public, les marchés publics, les finances et les forêts. Une première opération « Épervier » a déjà abouti à la condamnation à de lourdes peines de prison de plusieurs personnalités, dont des ex-ministres et anciens dirigeants d'entreprises publiques, cependant « les reformes institutionnelles ainsi que les sanctions prises par le gouvernement pour réprimer les actes de corruption ne se traduisent pas par un recul significatif de ce phénomène ». Officiellement, le gouvernement espère que le Cameroun sera à l'horizon 2015 « un pays où l'intégrité constitue une valeur capitale pour tout citoyen, avec une croissance économique fondée sur le travail bien fait, distribuée de manière équitable ». Il est demandé au président Paul Biya de signer le décret d'application de l'article 66 de la Constitution sur la déclaration des biens et avoirs des commis de l'État et hautes personnalités de la République[6].

- Jeudi 10 mars 2011 : le gouvernement ordonne la suspension du service de micro-messages Twitter sur l'opérateur MTN Cameroun qui permet, depuis la fin novembre 2010, de recevoir gratuitement des « tweets » sur un téléphone portable, et d'en envoyer au prix d'un SMS. Les autorités estiment que « cette technologie permet à un grand nombre d'abonnés d'avoir rapidement accès à des informations susceptibles de conduire la population à troubler l'ordre public »[7].

- Samedi 19 mars 2011 : dix personnes dont neuf pirates et un soldat des BIR ont été tuées lors d'un accrochage entre pirates et soldats à Bakassi après un braquage d'une agence de la banque panafricaine Ecobank à Douala lors duquel cinq personnes ont été tuées. Six autres personnes ont été blessées lors de l'accrochage[8].

## Cap-Vert
- Lundi 7 février 2011 : le Parti africain pour l'indépendance du Cap-Vert (PAICV, parti socialiste) au pouvoir depuis dix ans a remporté les élections législatives à la « majorité absolue », a annoncé José Maria Neves (50 ans), chef du parti et premier ministre sortant. Le principal opposant, Carlos Veiga (61 ans), chef du Mouvement pour la démocratie (MPD, libéral) et ancien premier ministre de 1991 à 2001, a reconnu la victoire et assuré de jouer le rôle d'une « opposition forte qui défend les valeurs » du peuple[9].

## République démocratique du Congo
- 15 janvier 2011 : l'Assemblée nationale et le Sénat adoptent le projet de révision de la Constitution[10].
- 27 février 2011 : attaque armée contre la résidence du président Joseph Kabila[11].

## République du Congo|Congo Brazzaville
- Lundi 21 mars 2011 : 23 personnes (19 passagers et 4 membres d'équipage) sont mortes lors du crash d'un avion cargo Antonov congolais sur un quartier d'habitations de Pointe-Noire[12],[13].

## Côte d'Ivoire
- 10 janvier 2011 : le président reconnu, Alassane Ouattara, propose de former un « large gouvernement d'union […] dans le cadre d'un cabinet élargi » avec les partisans de Laurent Gbagbo mais à condition que le président sortant accepte sa défaite et se retire.
- 14 janvier 2011 : le président reconnu, Alassane Ouattara, appelle au recours à la force internationale pour faire partir son rival Laurent Gbagbo.
- 19 janvier 2011 : le Conseil de sécurité de l'ONU a voté, à l'unanimité de ses quinze membres, l'envoi de 2 000 hommes supplémentaires en Côte d'Ivoire.
- 24 janvier 2011 : le premier ministre Guillaume Soro ordonne l'arrêt immédiat de toute exportation de café et de cacao.
- 25 janvier 2011 : l'Union économique et monétaire ouest-africaine accorde exclusivement à Alassane Ouattara la gestion des comptes ivoiriens de la BCEAO.
- 27 janvier 2011 : ouverture du procès de 25 anciens dirigeants de la filière cacao[14].
- 11 avril 2011 : le président sortant Laurent Gbagbo est arrêté dans la résidence présidentielle[15].

## Égypte
- 1er janvier 2011 : attentat à Alexandrie.
- 25 janvier 2011 au 11 février 2011 : Révolution égyptienne de 2011.
- 11 février 2011 : démission du Président Hosni Moubarak.
- 22 février 2011 : important remaniement ministériel portant sur 11 ministères.
- 3 mars 2011 : Essam Charaf nommé Premier ministre.
- 19 mars 2011 : référendum constitutionnel.

## Éthiopie
- Dimanche 27 février 2011 : l’Éthiopien Hailu Mekonnen (30 ans) remporte le marathon de Tokyo en 2 h 07 min 35 s devant le Kényan Paul Biwott et le Japonais Yuki Kawauchi[16].

- Dimanche 20 mars 2011 : le coureur Imana Marga (22 ans) est devenu champion du monde de cross-country à Punta Umbria (sud de l'Espagne). Il a couru les 12 km du parcours en 33 min 50 s[17].

## Libye
- 15 février 2011 : début de la guerre civile libyenne de 2011.
- 20 février 2011 : des milliers de personnes commencent à fuir vers l’Égypte et la Tunisie et de nombreux pays commencent à organiser le rapatriement de leurs ressortissants par avions et par bateaux.
- 21 février 2011 : le ministre de la Justice, Moustapha Abdel Jalil, démissionne de son poste.
- 28 février 2011 : la Cour pénale internationale ouvre une enquête préliminaire[18].

## Malawi
- Lundi 28 mars 2011 : la chanteuse américaine Madonna est poursuivie pour licenciement abusif par 8 ex-employés de l'ancienne école pour filles qu'elle a fondée[19].

## Mozambique
- Mercredi 12 janvier 2011 :  des orages ont fait 12 morts dans le centre du pays, autour de la capitale provinciale, Chimoio, dont 8 lors d'une messe en plein air sous un arbre, laissant huit autres grièvement blessés.

- Lundi 17 janvier 2011 : les inondations ont fait 10 morts et des milliers d'habitations ont subi des dégâts.

- Mardi 22 février 2011 : l'Afrique du Sud envoie une frégate dans le canal de Mozambique pour aider à lutter contre les pirates somaliens qui descendent de plus en plus au sud des côtes de l'Océan Indien. Le Mozambique, dont la marine est peu équipée, a dernièrement requis l'assistance de son voisin à la suite des attaques dans ses eaux fin décembre[20].

## Niger
- 7 janvier 2011 : deux Français sont enlevés à Niamey.
- 8 janvier 2011 : les deux Français enlevés sont retrouvés morts. Une polémique se développe sur les conditions de leur mort.
- 31 janvier 2011 : premier tour de l'élection présidentielle.
- 14 mars 2011 : l'opposant historique Mahamadou Issoufou remporte l'élection présidentielle.

## Nigeria
- 18 avril 2011 : le président sortant Goodluck Jonathan est réélu[21].

## Rwanda
- Mardi 1er mars 2011 : dans la soirée à Kigali, un attentat à la grenade blesse 10 personnes[22].

- Mardi 29 mars 2011 : le Tribunal pénal international pour le Rwanda (TPIR) a condamné « à une peine unique d’emprisonnement à vie » un ancien haut fonctionnaire, Jean-Baptiste Gatete, reconnu coupable dans les massacres de Tutsi dans les communes de Rwankuba, Murambi et Kayonza[23].

- Mardi 3 mai 2011 : arrestation en Norvège de Sadi Bugingo (45 ans) soupçonné « de meurtres et de complicité de meurtres » de personnes Tutsi lors du génocide en 1994[24].

- Mercredi 4 mai 2011 : ouverture à Stuttgart (Allemagne) du procès de l'ancien chef de la rébellion rwandaise Hutu Ignace Murwanashyaka et de son adjoint Straton Musoni pour crime contre l'humanité et crime de guerre. L'Allemagne avait refusé en 2008 de l'extrader vers le Rwanda, estimant qu'il n'y disposerait pas d'un procès équitable[25].

- Dimanche 8 mai 2011 : un accident de la route à la sortie de Kigali entre un minibus et un camion a causé la mort de 16 personnes[26].

- Vendredi 20 mai 2011 : le ministre de la Justice Tharcisse Karugarama annonce la fin des procès gacaca — des juridictions populaires traditionnelles — pour décembre 2011. Ils étaient chargés de juger la grande majorité des auteurs présumés du génocide des Tutsis de 1994 et ont traité quelque 1,4 million de dossiers[27],[28].

- Samedi 21 mai 2011 : l'Office rwandais du développement annonce que 22 gorilles de montagne vont être « baptisés » le 18 juin à Kinigi (district de Musanze), lors d'une cérémonie au pied du parc national des volcans, sanctuaire de ces primates menacés d'extinction. En 2011, les visites aux gorilles ont rapporté au pays 90 % de ses recettes touristiques[29].

## Sierra Leone
- Vendredi 11 mars 2011 : le procès de l'ancien président du Liberia Charles Taylor, s'est achevé devant le Tribunal spécial pour la Sierra Leone (TSSL) à Leidschendam, près de La Haye, et le jugement a été mis en délibéré. Le prévenu était poursuivi pour crimes de guerre et crimes contre l'humanité durant la guerre civile en Sierra Leone (1991-2001) qui avait fait 120 000 morts. L'ancien président du Liberia, qui plaide non coupable, est accusé d'avoir fourni armes et munitions en échange de diamants aux rebelles du Front révolutionnaire uni (RUF). Le jugement devrait être rendu durant l'été, avant le prononcé d'une peine, s'il est reconnu coupable[30].

## Soudan
- 30 janvier 2011 : Journée nationale de protestation anti-gouvernementale à Khartoum.

## Soudan du Sud
- 7 janvier 2011 : grande « marche finale vers la liberté » à Djouba
- 9 janvier 2011 : référendum sur l'indépendance.
- 7 février 2011 : sécession acceptée avec 98,83 % des suffrages exprimés.
- 10 février 2011 : début des affrontements avec la milice rebelle de George Athor qui vont faire plusieurs centaines de morts.

## Swaziland
- Mercredi 13 avril 2011 : dure répression contre les opposants au roi Mswati III (42 ans). Plusieurs responsables d'associations et de syndicats ont été arrêtés alors que les partis politiques sont interdits depuis 38 ans. Le pays est au bord de l'asphyxie budgétaire et le gouvernement envisage de baisser les salaires des fonctionnaires. 7 habitants sur 10 ans vivent avec moins d'un dollar par jour alors que le roi a une fortune personnelle de 100 millions de dollars. Le sida tue beaucoup de personnes et l'espérance de vie est de 32 ans[31].

## Tanzanie
- Jeudi 6 janvier 2011 : des affrontements entre manifestants et policiers à Arusha (nord) ont fait 2 morts et « 9 blessés dont 3 policiers ». 49 responsables du principal parti d'opposition, le Chadema, ont été interpellés, dont Wilbrod Slaa, ancien candidat à l'élection présidentielle du 31 octobre 2010, son épouse Joséphine Slaa, et le député Freeman Mbowe. Les manifestants voulaient dénoncer la réélection qu'ils estiment « frauduleuse » du président sortant Jakaya Kikwete et la « corruption » au sein de son régime[32].

## Tunisie
- 4 janvier 2011 : Mohamed Bouazizi meurt de ses blessures à Sidi Bouzid.
- 10 janvier 2011 : le président Ben Ali fait des propositions pour des réformes économiques, sociales et politiques.
- 14 janvier 2011 : le président Ben Ali limoge le gouvernement et annonce des législatives anticipées. Le premier ministre sortant, Mohamed Ghannouchi, est chargé de former le nouveau gouvernement. L'état d'urgence est décrété dans tout le pays. En fin de journée, le président Ben Ali s'enfuit en Arabie saoudite. Le premier ministre annonce qu’il assure la présidence à titre intérimaire.
- 15 janvier 2011 : Fouad Mebazaa, président de la Chambre des députés, est proclamé président par intérim par le Conseil constitutionnel.
- 17 janvier 2011 : Mohamed Ghannouchi présente le nouveau gouvernement d’union nationale.
- 21 janvier 2011 : début d'un deuil national de trois jours en mémoire des martyrs de la révolution populaire.
- 25 janvier 2011 : le gouvernement de transition annonce plusieurs mesures à caractère social et économique.
- 26 janvier 2011 : un mandat d'arrêt international est lancé contre le président Ben Ali et son clan.
- 1er février 2011 : le gouvernement de transition adopte plusieurs protocoles internationaux ayant trait aux droits de l'homme.
- 27 février 2011 : le premier ministre Mohamed Ghannouchi démissionne et se voit remplacé par Béji Caïd Essebsi.

## Zimbabwe
- Vendredi 11 février 2011 : le président Robert Mugabe (86 ans) est arrivé à Singapour pour des examens de contrôle après une opération de la cataracte « subie alors qu'il était en vacances dans ce pays »[33].

- Vendredi 27 mars 2011 : le ministre de l'énergie, Elton Mangoma, proche du premier ministre Morgan Tsvangirai, est arrêté pour la seconde fois et inculpé pour « abus de pouvoir » dans une procédure d'appel d'offres[34].

- Samedi 26 mars 2011, Harare : un meeting du MDC a de nouveau été annulé par la police[34].

- Lundi 28 mars 2011 : le président Robert Mugabe annonce que d'ici six mois, toutes les entreprises minières étrangères devront avoir cédé une majorité de leur capital à des actionnaires zimbabwéens[34].

- Samedi 30 avril 2011 : le président Robert Mugabe est arrivé à l'aéroport de Fiumicino (Rome) à bord d'un vol spécial d'Air Zimbabwe, en vue de sa participation à la cérémonie de béatification de Jean-Paul II, alors qu'il est interdit de voyage dans l'Union européenne en raison de violations répétées des droits de l'homme et des libertés fondamentales commises par son régime[35].